# توصیه‌نامه
در ترویج و تبلیغات، یک توصیه‌نامه یا شهادت متشکل از نوشته یا سخنی از فردی در ستایش یک محصول است. توصیه‌نامه را می‌توان بخشی از بازاریابی اجتماعی به حساب آورد.

## تاییده افراد مشهور

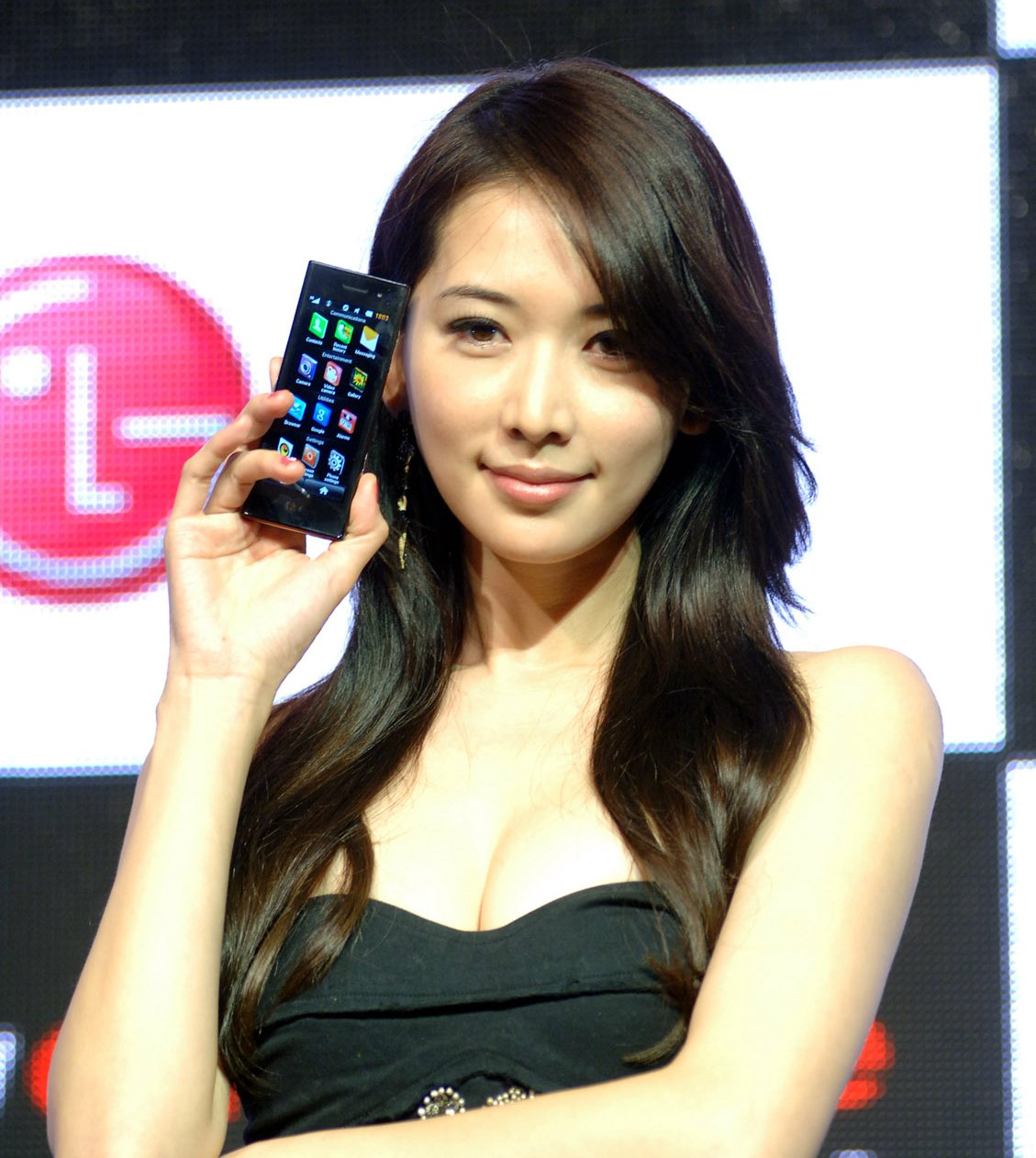
بازیگر و مدل مشهور Lin Chi-ling در رویداد LG New Chocolate هنگام معرفی یک موبایل، ۲۰۰۹، هنگ کنگ

شرکت‌ها برای تأثیرگذاری بر افکار عمومی و بازاریابی اجتماعی، از افراد تأثیرگذار اجتماع برای ترغیب کردن مصرف‌کنندگان به برند خود استفاده می‌کنند.
شبکه‌های اجتماعی مانند توییتر و اینستاگرام به‌طور فزاینده‌ای به رسانه‌هایی محبوب برای افراد مشهور و برای نفوذ به رفتار مشتری تبدیل شده‌اند. با توجه به مطالعه انجام شده توسط Zenith, در سال ۲۰۱۶، ۲۹ میلیارد دلار صرف تبلیغ و تایید افراد مشهور گردیده و انتظار می‌رود این رقم در سال ۲۰۱۹ به ۵۰ میلیارد دلار افزایش یابد.

## توصیه مشتری
تستیمونیال روش بسیار تأثیرگذاری است که از طریق آن می‌توانید ضمانت استفاده را برای مشتریانی که هنوز از سرویس شما استفاده نکرده‌اند، بازگو کنید. شهادت مشتریان کمک می‌کند تا با بهبود شناخت برند، فروش را افزایش دهید. البته که هدف در هر کسب‌وکاری متفاوت است و شاید تمرکز کسب‌وکاری روی جلب اعتماد مشتریانش باشد، نه فروش بیشتر.

شهادت مشتریان به‌دلیل رشد چشمگیر اینترنت به درجهٔ اهمیت فراوانی رسیده‌است. سایت‌هایی نظیر Yelp! ،Google+ ,TripAdvisor و بسیار سایت‌های شبیه، به مکان مناسبی تبدیل شده‌اند تا نظر افراد مختلف را دربارهٔ کسب‌وکاری مشخص بدانند. برای تخمین مقدار رشد این حوزه برای مثال به سایت Yelp.com می‌توان اشاره کرد: Yelp.com از ژانویه ۲۰۱۲ بیشتر از ۷۱ میلیون ماهانه بازدید کنندگان منحصر به فرد دارد.

## پژوهش‌ها
تحقیقات مارتین و ونتزل و تامزاک (۲۰۰۸) نشان می‌دهد شهادت مشتری مؤثر، به مقداری که مصرف‌کنندگان تحت‌تأثیر فشارهای قانونی و کیفیت ویژگی‌های محصول قرار می‌گیرند، بستگی دارد. نتایج نشان می‌دهد افرادی که تحت‌تأثیر هم‌سن‌های خود قرار می‌گیرند، بیشتر به شهادت مشتریان توجه می‌کنند تا ویژگی‌های اطلاعاتی. در مقابل، افرادی که نظریات دیگران را نادیده می‌گیرند، از اطلاعات صریح تأثیر بیشتری می‌پذیرند.

## قوانین حقوقی
کمیسیون تجارت فدرال آمریکا (FTC) دریافته‌است که کسب‌وکارهای ایالت‌متحده، آستانه‌ای هشداردهنده برای تعداد تستیمونیال‌ها دارند که درحقیقت به گمراهی منجر می‌شود. در دسامبر ۲۰۰۸، مجموعه قوانینی را برای نظارت بر تستیمونیال‌ها معرفی کردند. در حال حاضر «هرگونه استشهادنامه‌ای که گمراه‌کننده باشد و رفتار مشتریان را تحت‌تأثیر قرار دهد، غیرقانونی است.» با این‌ حال، با وجود مقررات جدید، مصرف‌کنندگان آنلاین، شهادت مشتریان را با درجه‌ای از تردید در نظر می‌گیرند. شرکت‌های بخش خصوصی نیز به ارائهٔ سرویس اعتبارسنجی شهادت مشتریان برای کمک به مصرف‌کنندگان و تأیید صلاحیت تستیمونیال اقدام کرده‌اند.